# Semolina

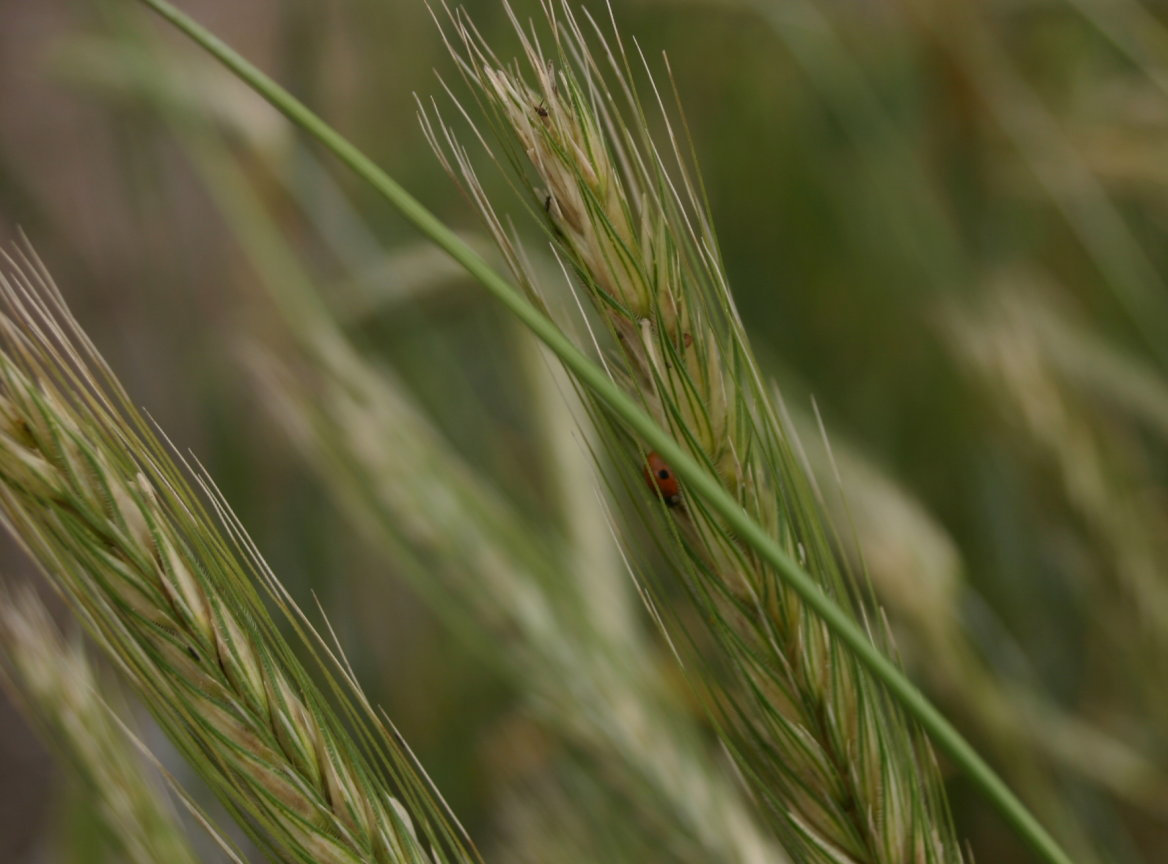
Tvrdozrnná pšenice

Semolina neboli semolinová mouka je pšeničná krupice umletá z tvrdé neboli tvrdozrnné pšenice (Triticum durum). Používá se zejména na výrobu kvalitních těstovin nebo pro přípravu semolinových (pšeničných) kuskusů, bulgurů a chalv. Vyšší kvalitu (těstoviny se nerozvářejí, mají vyšší nutriční hodnotu a nižší glykemický index) zajišťuje větší množství lepku; semolinové produkty jsou tedy (stejně jako produkty ze špaldy) nevhodné pro bezlepkovou dietu.